# Пирн, Перри
Перри Пирн (англ. Perry Pearn; род. 6 июня 1951, Стеттлер, Альберта) — канадский хоккейный тренер.

## Биография
В качестве наставника работал со студенческой командой. Несколько лет входил в штаб юниорской и молодежной сборной Канады. Он трижды выигрывал золото Чемпионата мира для игроков до 21 года: дважды (1990, 1991) в качестве ассистента и один раз (1993) в качестве главного тренера. 20 сезонов специалист отработал в НХЛ в роли помощника наставника в различных командах
Позднее Пирн возглавлял женскую сборную Канады, которая на Чемпионате мира 2019 года впервые в своей истории не вышла в его финал, уступив в полуфинале хозяйкам турнира, Финляндии (2:4).
В сезоне 2020/21 входил в тренерский штаб своего соотечественника Билла Питерса в клубе КХЛ «Автомобилист» (Екатеринбург). По итогам сезона он покинул команду.
В ноябре 2022 года возглавил основную и молодежную сборную Японии.

## Достижения

### Тренера
- Чемпионата мира среди молодежных команд: 1993.
- Бронзовый призер  Чемпионате мира среди женщин: 2019.

### Ассистента
- Чемпионата мира среди молодежных команд (2): 1990, 1991.